# Cladotanytarsus difficilis
Cladotanytarsus difficilis är en tvåvingeart som beskrevs av Lars Zakarias Brundin 1947. Cladotanytarsus difficilis ingår i släktet Cladotanytarsus och familjen fjädermyggor. Arten är reproducerande i Sverige. Inga underarter finns listade i Catalogue of Life.